# Casamento entre pessoas do mesmo sexo na Colômbia
O casamento entre pessoas do mesmo sexo na Colômbia é legal. A Corte Constitucional da Colômbia encerrou anos de incerteza para casais do mesmo sexo e reafirmou os direitos das pessoas LGBT, confirmando a validade do casamento entre pessoas do mesmo sexo em 28 de abril de 2016.  Adicionalmente os casais do mesmo sexo também podem ter acesso a uniões conjugais de fato depois de viver dois anos. As uniões de fato tiveram pouca diferença com o casamento e permitiram que os casais ligados por eles tivessem acesso aos mesmos direitos que um casamento heterossexual.

## Sentenças Judiciais
No dia 7 de fevereiro de 2007 a Corte Constitucional estendeu vários direitos proprietários e pensionais próprios dos casais de fato aos casais homossexuais unidos sob este valor. Uma decisão adicional de outubro de 2007 estendeu igualmente direitos pensionais e de segurança social a casais do mesmo sexo. Logo em 28 de janeiro de 2009, a corte modificou 20 leis distintas a fim de outorgar 42 direitos aos casais do mesmo sexo unidas por uma união conjugal de fato (incluindo nacionalidade, autorização de residência, testemunho no processo judicial, direitos de propriedade familiar, etc.).
Em 26 de julho de 2011, a Corte decidiu com uma votação de 9-0 que não estava que não tinha poderes para mudar as leis existentes que definiam o casamento como a união de um homem e de uma mulher, mas que isso não podia ser entendido em detrimento do direito dos casais homossexuais de formar uma família. Portanto, estabeleceu um período de dois anos até junho de 2013 para que o Congresso regulasse as uniões. Este prazo não foi cumprido, o que significou a entrada em vigor da ordem segundo a qual "casais do mesmo sexo podem comparecer perante um juiz notarial ou competente para formalizar e solenizar sua relação contratual".
A aplicação da ordem foi tomada de forma conflituosa por vários setores políticos que procuravam maneiras de evitar a aplicação da sentença. No entanto, um mês após a entrada em vigor da ordem, a primeira autorização para a celebração de uma união de casamento foi concedida a um casal do mesmo sexo. O casamento foi celebrado em 24 de julho de 2013. Entretanto, foi admitida uma solicitação para realizar o primeiro matrimônio entre duas mulheres na Colômbia.
Finalmente, no dia 28 de abril de 2016, a Corte Constitucional emitiu uma decisão por seis votos a favor e três contra a legalização do casamento entre pessoas do mesmo sexo em todo o território nacional, convertendo-se assim no quarto país da América do Sul em aprová-lo, logo depois da Argentina, do Brasil e do Uruguai.

## Enquetes
Em março de 2015, a enquete da Gallup descobriu que 62% dos colombianos estavam em desacordo com o casamento entre pessoas do mesmo sexo, enquanto que 33% estavam de acordo.
Em abril de 2016, a enquete de CM& revelou que 64% dos colombianos estavam em desacordo com o casamento entre pessoas do mesmo sexo, enquanto que 32,7% apoiavam.